# Lagenorhynchus australis
El delfín austral o antártico (Lagenorhynchus  australis, también clasificado como Tursio chiloensis Philippi) es una especie de cetáceo odontoceto de la familia Delphinidae. Es un pequeño delfín que habita las aguas que rodean Tierra del Fuego al sur de Sudamérica. 

## Descripción
De longitud cercana a los 2,1 m y con un peso, como adulto, de aproximadamente 115 kg, posee el tamaño típico de su género (Lagenorhynchus). La cara es de color gris oscuro, la parte caudal es en gran parte negra, con una franja blanca. La especie es similar al delfín oscuro o de Fitzroy (Lagenorhynchus obscurus) cuando se ven a distancia, y con frecuencia se confunden.

## Población y distribución

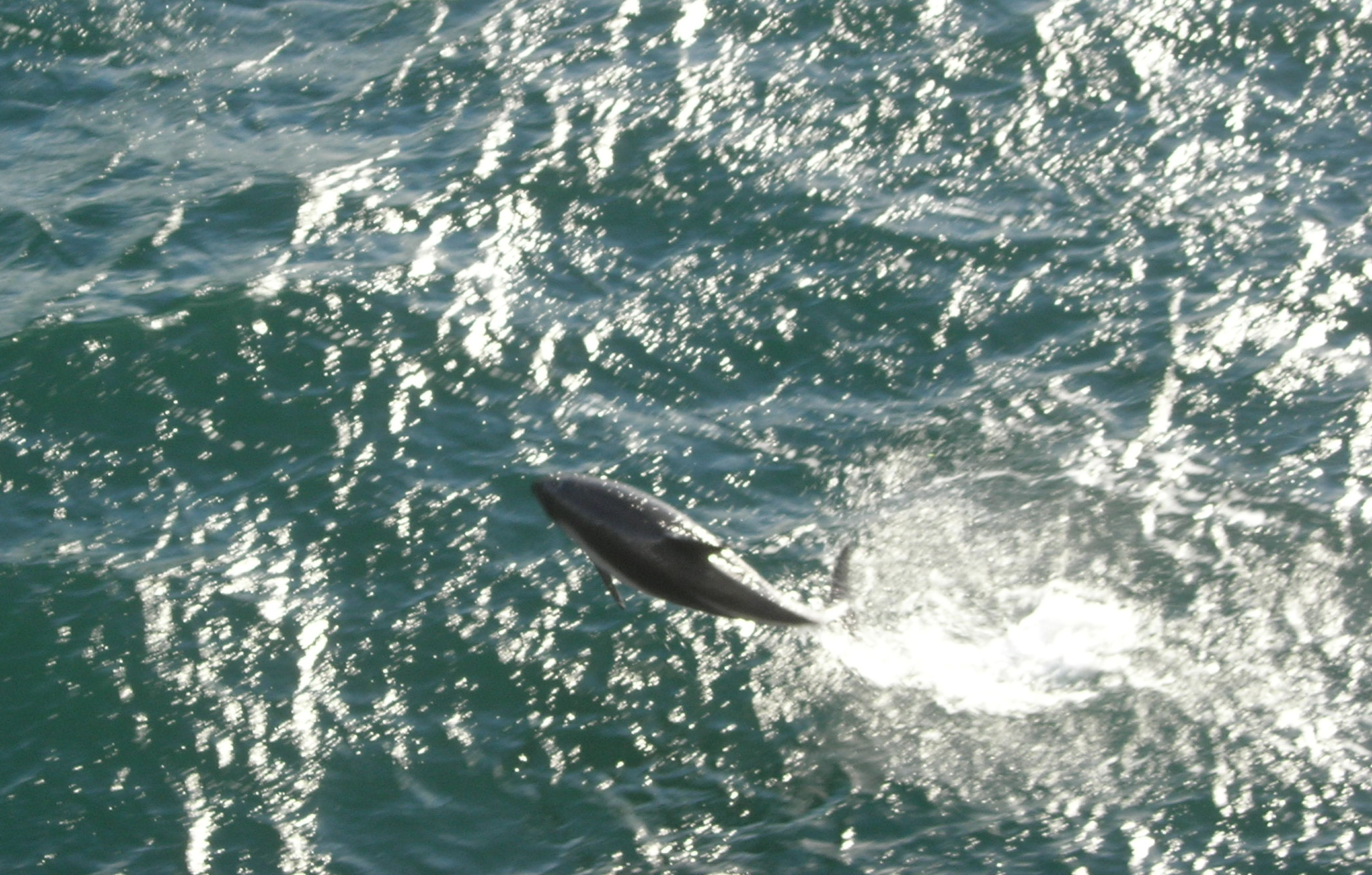
Lagenorhynchus australis saltando en la costa de Punta Arenas, Chile.

Es endémico de las aguas costeras de todo el sur de América del Sur. En el lado Pacífico se han visto tan al norte como Valdivia, Chile en 38 °S. Por  el lado Atlántico suelen llegar alrededor de 41 °S - cerca del Golfo San Matias, Argentina.
A menudo se encuentran en zonas de rápido movimiento de las aguas, tales como entradas a los canales y estrechos, así como cerca de la costa en zonas seguras, tales como bahías. La población total es desconocida, pero se piensa que es común a nivel local.
En la provincia de Santa Cruz en Argentina fue declarado monumento natural provincial mediante la ley n.º 3083 sancionada el 8 de octubre de 2009.